# Államok vezetőinek listája 701-ben
Ezen az oldalon az i. sz. 701-ben fennálló államok vezetőinek névsora olvasható földrészek, majd országok szerinti bontásban.

## Európa
- Bizánci Birodalom
  - Császár: III. Tiberiosz (698–705)

- Bolgár Kánság
  - Kán: Tervel (700–721)

- Frank Birodalom
  - Király: III. Childebert (694–711)
  - Bajor Hercegség: II. Theodo (680–717)
  - Türingiai Hercegség: II. Hedan (689–717)

- Longobárd Királyság
  - Király: Liutpert (700–701)
  - Király: Raginpert (701)
  - Király: II. Aripert (701–712)
  - Beneventói Hercegség
    - Herceg: I. Gisulf (689–706)

  - Friuli Hercegség
    - Herceg: Ferdulf (700–703)

  - Spoletói Hercegség
    - Herceg: I. Transamund (663–703)

- Velencei Köztársaság
  - Dózse: Paulicius (697–717)

- Vizigót Királyság
  - Király: Egica (687–702)

### Britannia
- Dál Riata
  - Király: Selbach (700–723)

- Essexi Királyság
  - Király: Sigeheard (694–705), Swaefred (694–705) és Offa (694–709)

- Gwynedd
  - Király: Idwal Iwrch ap Cadwaladr (682–720)

- Kelet-angliai Királyság
  - Király: Ealdwulf (664–713)

- Kenti Királyság
  - Király: Wihtred (691–725)

- Mercia
  - Király: Æthelred (675–704)

- Northumbria
  - Király: Aldfrith (685-705)

- Piktek
  - Király: Brude mac Derile (697–706)

- Strathclyde
  - Király: II. Beli (694–722)

- Wessexi Királyság
  - Király: Ine (688–726)

## Ázsia
- Csampa
  - Király: II. Vikrantavarman (687-741)

- Ibériai Királyság
  - Király: III. Guaram (692–748)

- India
  - Anuradhapura
    - Király: Manavamma (691-726)

  - Csálukja Birodalom
    - Király: Vidzsajaditja (696–733)

  - Karkota-dinasztia
    - Király: Pratapaditja (661–711)

  - Pallava
    - Király: Radzsaszimman (685–705)

  - Pándja-dinasztia
    - Király: Arikeszari Maravarman (670–710)

- Japán
  - Császár: Monmu (697–707)

- Kína (Csou-dinasztia)
  - Császárnő: Vu Cö-tien (690–705)

- Korea
  - Silla
    - Király: Hjoszo (692–702)

  - Palhe
    - Király: Ko (698–719)

- Második Türk Kaganátus
  - Kagán: Kapagan (694–716)

- Omajjád Kalifátus
  - Kalifa: Abd al-Malik (685–705)

- Tibet
  - Király: Tridu Szongcen (676–704)

## Afrika
- Akszúmi Királyság
  - Akszúmi uralkodók listája

## Amerika
- Copán
  - Király: Waxaklajuun Ub’aah K’awiil (695–738)
- Palenque
  - Király: II. K'inich Kan Bahlam (684–702)
- Tikal
  - Király: I. Jasaw Chan K’awiil (682–734)

## Egyházfő
- Pápa: I. Szergiusz (687–701)
- Pápa: VI. János (701–705)
- Konstantinápolyi pátriárka: I. Kallinikosz (693–705)

## Fordítás
- Ez a szócikk részben vagy egészben  a   Liste der Staatsoberhäupter 701 című német Wikipédia-szócikk ezen változatának fordításán alapul.  Az eredeti cikk szerkesztőit annak laptörténete sorolja fel. Ez a jelzés csupán a megfogalmazás eredetét és a szerzői jogokat jelzi, nem szolgál a cikkben szereplő információk forrásmegjelöléseként.